# Craterul Tvären
Tvären este un golf aproape circular la Studsvik, Suedia. Golful se află deasupra unui vechi crater de impact îngropat care are aproximativ 2 km în diametru. Craterul este estimat la aproximativ 455 milioane ani vechime (Ordovicianul Superior).

## Denumiri
Asteroidul Tvären 7771 este numit după golf.